# 华沙国立戏剧学院
华沙亚历山大·泽尔韦罗维奇戏剧学院（波蘭語：Akademia Teatralna im. Aleksandra Zelwerowicza w Warszawie）是位于波兰首都华沙的国立高等戏剧学院，创建于1946年，最初位于罗兹，1949年迁至华沙。自1955年起位于华沙皮亚里斯特修会学院（Collegium Nobilium）的旧址。同年，学院以亚历山大·泽尔韦罗维奇命名。

## 历史
该校成立于1946年，延续了位于罗兹的前国家戏剧艺术学院的传统。
罗兹时期的国立高等戏剧学校，第一任校长兼导演系主任是莱昂·希勒，表演系主任是亚历山大·泽尔韦罗维奇，戏剧系主任是博丹·科热涅夫斯基。由于在演员培养方面的分歧，泽尔韦罗维奇离开了学校，亨利克·什莱廷斯基接替了他的位置。
1949年，学校迁至华沙，不久与亚历山大·泽尔韦罗维奇创办的国立高等表演学校合并。
自1955年起，学校位于米奥多瓦街18世纪的皮亚里斯特修会学院大楼内。
1955年，国立高等戏剧学校以亚历山大·泽尔韦罗维奇命名，七年后获得学术机构地位。
1949年国立高等戏剧学校从罗兹迁至华沙后，扬·克雷奇马尔成为校长，一直担任这一职务至1967年。1970-1981年，塔德乌什·沃姆尼茨基担任校长。
安杰伊·拉皮茨基和扬·恩格勒特也曾担任校长。在他们任期内,修复了皮亚里斯特会院的旧舞台,命名为Collegium Nobilium剧院。目前表演系的毕业演出在此上演。

## 专业
- 表演
- 导演
- 戏剧学